# أري روث
أري روث (بالإنجليزية: Ari Roth)‏ هو مدرس أمريكي، ولد في 10 يناير 1961 في شيكاغو في الولايات المتحدة.